# Carphochaete
Carphochaete es un género de plantas perteneciente a la familia Asteraceae. Comprende 8 especies descritas y de estas solo 6 aceptadas.  Es originario de México.

## Descripción
Las plantas de este género sólo tienen disco (sin rayos florales) y los pétalos son de color blanco, ligeramente amarillento blanco, rosa o morado (nunca de un completo color amarillo).

## Taxonomía
El género fue descrito por Asa Gray y publicado en Memoirs of the American Academy of Arts and Science, new series 4(1): 65. 1849. La especie tipo es: Carphochaete wislizenii A. Gray. 

## Especies aceptadas
A continuación se brinda un listado de las especies del género Carphochaete aceptadas hasta junio de 2012, ordenadas alfabéticamente. Para cada una se indica el nombre binomial seguido del autor, abreviado según las convenciones y usos.
- Carphochaete durangensis Grashoff ex B.L.Turner
- Carphochaete grahamii A.Gray
- Carphochaete macrocephala (Paray) Grashoff ex B.L.Turner & K.M.Kerr
- Carphochaete pringlei (S.Watson) Grashoff ex B.L.Turner
- Carphochaete schaffneri Greenm.
- Carphochaete wislizeni A.Gray